# ACN Siena
Die Associazione Calcio Noah Siena 1904 (bis 2014 AC Siena, 2014–2020 Robur Siena), kurz ACN Siena, ist ein Fußballverein aus Siena, einer Stadt in der Toskana. Nach seiner zwischenzeitlichen Auflösung aufgrund finanzieller Schwierigkeiten im Jahre 2014, gründete sich der Verein neu und trat zu Beginn der Saison 2014/15 der viertklassigen Serie D bei. Es gelang der sofortige Aufstieg in die drittklassige Lega Pro. Nach weiteren finanziellen Schwierigkeiten gründete sich der Klub unter dem armenischen Investor Roman Geworkyan unter dem heutigen Namen neu und zählt zur Noah Company, die auch Anteile am FC Noah Jerewan und FC Noah Jūrmala besitzt.
Die traditionellen Vereinsfarben sind Schwarz und Weiß. Der Verein trägt seine Heimspiele im Stadio Comunale Artemio Franchi (nicht zu verwechseln mit dem gleichnamigen Stadio Artemio Franchi in Florenz), in der Nähe der Piazza Gramsci aus.

## Geschichte

### Die Anfänge
Eine Gruppe Jugendlicher aus Siena gründete 1904 den Sportverein Sportiva Mens Sana in Corpore Sano. Als Vereinsfarben wurden Weiß und Schwarz gewählt, die Farben der Sieneser Stadtflagge. Die Gründer sollen auch begeisterte Schachspieler gewesen sein, was ein weiterer Grund für die Farben Weiß und Schwarz war. Erst einige Jahre später entstand die Fußballabteilung; diese entwickelte sich jedoch schnell zur wichtigsten Abteilung des Vereins.
1908 wurde die Sportiva Mens Sana in Corpore Sano in Sportiva Robur umbenannt, zur selben Zeit trug der Verein auch seine ersten Freundschaftsspiele gegen Fußballteams aus der Region aus. Als Spielfeld diente damals die sich in schlechtem Zustand befindliche Piazza d'Armi, da der Verein unter chronischen Geldproblemen litt. Der Verein war zu jenem Zeitpunkt ein reiner Amateurverein, bei dem es – dem ersten Namen entsprechend – in erster Linie um die körperliche Ertüchtigung ging. Dies änderte sich erst im Jahre 1921 mit der erstmaligen Teilnahme an der nationalen Meisterschaft, die mit einem triumphalen Aufstieg in eine höhere Liga endete. Bis auf wenige Ausnahmen stammten die damaligen Spieler alle aus Siena und dessen Umgebung. Dies führte dazu, dass sich die Einwohner Sienas in immer höherem Maße mit dem Klub zu identifizieren begannen. So wurde die Sportiva Robur Anfang der 1930er-Jahre zum Fußballklub mit der größten Anzahl an Anhängern in der Toskana.

### Erste Erfolge
In der Saison 1933/34 wurde der Name des Vereins ein zweites Mal geändert; fortan nannte man sich Associazione Calcio Siena (Robur 1904) (abgekürzt AC Siena). Dies geschah aufgrund des damaligen Brauchs, den Namen der Stadt, aus dem der jeweilige Verein stammte, in den Vereinsnamen einzufügen. In der folgenden Saison engagierte Sampoli, der damalige Präsident der AC Siena, den damals bekannten Fußballtrainer Bachmann. Mit ihm stellte sich rasch der Erfolg ein und so stieg die AC Siena am 21. Juli 1935 durch einen 7:0-Kantersieg über Reggina Calcio erstmals in die Serie B auf.
Verletzungspech und die Tatsache, dass einige Spieler aufgrund des Italienisch-Äthiopischen Krieges in die Armee einrücken mussten, waren die Ursache, dass man in der Folgesaison jedoch gleich wieder abstieg.

### Erfolgreiche Vorkriegsjahre
Präsident Sampoli setzte sich jedoch zum Ziel, so schnell wie möglich wieder in die Serie B zurückzukehren. Dies gelang in der Saison 1937/38, als man am Saisonsende mit zwölf Punkten Vorsprung auf den Zweitplatzierten Ravenna Calcio zum zweiten Mal in die Serie B aufstieg.
Aus diesem Anlass wurde für die nächste Saison ein neues Stadion gebaut, das am 8. Dezember 1938 feierlich eingeweiht und nach Rino Dauss benannt wurde. Erst viele Jahre später erhielt es den heutigen Namen Stadio Comunale Artemio Franchi.
Die ersten Jahre im neuen Stadion waren von Erfolg gekrönt, zu den Höhepunkten gehörten unter anderem ein Sieg im Derby gegen den großen Rivalen AC Florenz und ein Beinahe-Aufstieg in die Serie A, an dem man in der Saison 1938/39 mit einem Punkt scheiterte.
Ein weiteres Mal verhinderte jedoch ein Krieg einen Erfolg der AC Siena. Anfang der 1940er-Jahre gehörte der Verein zu den stärksten italienischen Mannschaften, was man in einer denkwürdigen Partie gegen den damals dominierenden FC Bologna auch bewies, in der man sich nur knapp, nach hart umkämpften Spiel, geschlagen geben musste. In den Medien bereits als Mannschaft der Zukunft gefeiert, holte Siena jedoch der Zweite Weltkrieg ein, der mittlerweile auch in Italien stattfand und eine Fortführung der Meisterschaft unmöglich machte.

### Absturz in die Serie IV
Nach dem Krieg nahmen die italienischen Ligen 1945 den Spielbetrieb wieder auf, jedoch vorläufig in zwei regionalen Divisionen, die jeweils eine eigene Meisterschaft ausspielten (siehe dazu auch: Serie A).
Damit es für die Südmeisterschaft genügend Vereine gab, wurden die besten aus Mittel- und Süditalien stammenden Verein, der letzten ausgetragenen Serie B-Saison in die höchste Liga der Südmeisterschaft promoviert, darunter auch die AC Siena. Das Team beendete diese Saison auf Platz acht, jedoch wurden die Nord- und Südmeisterschaft nach einer Saison wieder abgeschafft und durch eine gesamtitalienische Meisterschaft abgelöst. Da die damaligen Spitzenteams ausnahmslos in Norditalien beheimatet waren, wurden die sieben bestplatzierten Teams aus der Südmeisterschaft in die Serie B versetzt, die restlichen Vereine in die Serie C relegiert – darunter auch Siena.
In der Folge spielte die AC Siena für einige Spielzeiten in der dritten italienischen Liga, ehe eine neue Veränderung griff und die Serie C verkleinert wurde. Die jeweils besten drei Mannschaften der Serie C-Divisionen spielten demnach weiterhin in der Serie C, während die anderen Mannschaften in die vierte Liga, die Serie IV, relegiert wurden. Erneut traf Siena dieses Schicksal, nachdem man den dritten Platz um nur einen Punkt verpasst hatte.

### Die Präsidentschaft Danilo Nanninis
Mitte der 1950er-Jahre übernahm Danilo Nannini, ein Mitglied der bekannten Sieneser Bäcker-Familie Nannini (Vater von Gianna Nannini) und ehemaliger Spieler des AC Siena, die Leitung des Vereins. Unter seiner Schirmherrschaft stieg der Verein 1956 wieder in die Serie C auf, nachdem man im Entscheidungsspiel den FC Empoli besiegt hatte. Der Präsident Danilo Nannini bemerkte allerdings bald, dass seine Mannschaft finanziell nicht mit den anderen Teams mithalten konnte. Deshalb verfolgte er eine damals ungewöhnliche Transferpolitik: Er suchte für seine Mannschaft Spieler, die bei ihren Vereinen der Serie A und der Serie B ihren Durchbruch noch nicht geschafft hatten und entsprechend günstig abzuwerben waren.
Diese schon bald erfolgreiche Transferpolitik sollte in der Folge vor allem von Teams aus Süditalien weiter imitiert werden. In der Saison 1958/59 konnte die AC Siena nach einer sensationellen Saison sogar um den Aufstieg in die Serie B spielen. Im Entscheidungsspiel gegen Ozo Mantova verlor man jedoch, so dass der Verbleib in der dritten Liga zunächst besiegelt wurde.
Ende der 1960er-Jahre trat der inzwischen in der Kritik geratene Danilo Nannini vom Amt des Präsidenten zurück, nachdem Siena erneut in die vierte Liga, die mittlerweile Serie D hieß, abgestiegen war.

### Erfolglose Jahre
Nach einer kurzen Zeit ohne Präsident wurde Beneforti, ein ehemaliger Sportarzt, zum neuen Präsidenten bestimmt. Er begann sofort mit der Umgestaltung des Vereines. Der Erfolg kam wenige Jahre später, als Siena in der Saison 1975/76 wieder in die Serie C aufstieg. Ein weiteres Mal hatte Siena jedoch Pech: Noch einmal wurde die Serie C umstrukturiert und nur die ersten zwölf Teams durften in der Liga verbleiben; Siena als dreizehnter (mit zwei Punkten Abstand auf den rettenden zwölften Platz) stieg ein weiteres Mal unglücklich ab.
Daraufhin wurde Danilo Nannini für eine zweite Amtszeit als Präsident bestimmt; mit ihm kehrte die AC Siena in der Saison 1981/82 wieder in die Serie C1 zurück. Mitte der 1980er-Jahre wechselte der Verein den Besitzer und Danilo Nannini wurde von einigen römischen Unternehmern, federführend vom späteren Präsidenten, dem römischen Anwalt Max Paganini, abgesetzt. Unter dessen Leitung stabilisierte sich die sportliche Situation für die AC Siena in der dritten italienischen Liga.
1997 löste Claudio Corradini den Präsidenten Max Paganini ab, nachdem er dessen Anteile am Verein erworben hatte. Dieser versprach, die AC Siena wieder in die zweite Liga zurückzuführen, jedoch gelang ihm dies bei weitem nicht – im Gegenteil musste man froh sein, den Klassenerhalt zu schaffen.

### Die Renaissance der AC Siena
Im Sommer 1999 übernahm eine neue Investorengruppe den Verein. Mit ihr stellte sich augenblicklich der Erfolg ein, denn bereits in der folgenden Saison wurde die AC Siena Erster in seiner Division und stieg nach fast 50 Jahren wieder in die Serie B auf.
Die Fans der AC Siena feierten diesen „historischen“ Moment ausgiebig. In der folgenden Saison konnte man sich problemlos in der Serie B behaupten, dennoch kam es in der Führungsriege zu einigen Unstimmigkeiten. Dadurch verkaufte der Investor Pasorello seine Anteile an Paolo de Luca, dem es in der Folge gelang, die Majorität der Anteile am Verein zu erwerben. Sportlich verliefen die letzten Jahre ebenfalls erfolgreich, so dass der Verein nach dem Aufstieg in die Serie A 2003 das 100-jährige Vereinsbestehen in der Serie A begehen konnte und den Klassenerhalt – wenn auch denkbar knapp als 14. – schaffte. Trotzdem entschied sich die Vereinsführung den Trainer Mario Beretta zu entlassen und für die Saison 2007/08 Andrea Mandorlini dieses Amt anzuvertrauen, der aber am 12. November 2007 nach einer Heimniederlage gegen den Tabellennachbarn im Abstiegskampf AS Livorno wieder gegen Beretta ausgetauscht wurde. Danach fungierte Marco Giampaolo bis November 2009 als Trainer. Ab dem 23. November 2009 war Alberto Malesani mit dem Klassenerhalt beauftragt. Nach einer 1:2-Heimniederlage am 2. Mai 2010 gegen die US Palermo stand zwei Spieltage vor dem Saisonende der Abstieg der toskanischen Mannschaft in die Serie B fest. Zur Spielzeit 2010/2011 übernahm Antonio Conte die Mannschaft. Clubpräsident war seit dem 15. Januar 2010 Massimo Mezzaroma. Ende der Saison 2010/2011 konnte der sofortige Wiederaufstieg gefeiert werden.

### Konkurs und Neugründung

Logo von 2014 bis 2020

Für die Saison 2014/15 erhielt der Verein wegen Schulden in Höhe von 70 Mio. Euro keine Lizenz mehr. Deswegen musste die AC Siena Konkurs anmelden und löste sich anschließend auf. Klubbesitzer Massimo Mezzaroma, der den Verein seit 2010 führte, war zu Anfang Juli 2014 zurückgetreten. Der Nachfolgeverein Robur Siena Società Sportiva Dilettantistica trat 2014/15 in der viertklassigen Serie D an und schaffte den Aufstieg in die drittklassige Lega Pro. Zudem wurde die nationale Amateurmeisterschaft (Poule Scudetto, Campione d’Italia di Serie D) gewonnen.

### Erneute Neugründung
Nach der Saison 2019/20, die die Mannschaft auf dem 5. Platz der Serie C Gruppe A abschloss, musste sich der Klub aufgrund finanzieller Schwierigkeiten erneut neu gründen. Die Anteile übernahm der armenischen Investor Roman Geworkyan mit seiner Noah Company. Diese hält auch Anteile am FC Noah Jerewan, FC Noah Jūrmala und KFC Uerdingen 05. Neuer Name wurde Associazione Calcio Noah Siena 1904, kurz ACN Siena. Als Folge dessen musste der Verein zur Saison 2020/21 in die Serie D zwangsabsteigen.

## Ehemalige Spieler
- Nicola Amoruso
- Enrico Chiesa
- Paul Codrea
- Federico Balzaretti
- Francesco Benussi
- Erjon Bogdani
- Vincent Candela
- Francesco Caputo
- Cristian Sebastián Cejas
- Bernardo Corradi
- Francesco Cozza
- Emílson Sánchez Cribari
- Leandro Cufré
- Luigi Delneri
- Moreno Ferrario
- Tore André Flo
- Mario Frick
- Daniele Galloppa
- Gianni Guigou
- Tomás Guzmán
- Mato Jajalo
- Nicola Legrottaglie
- Alessandro Lucarelli
- Riza Lushta
- Alexander Manninger
- Carlo Mazzone
- Antonio Mirante
- Cristian Molinaro
- Paolo Negro
- Davide Nicola
- Matteo Paro
- Pinga
- Christian Riganò
- Valerio Lorenzo Rosseti
- Leonardo Spinazzola
- Rodrigo Taddei
- Lauro Toneatto
- Igor Tudor
- Nicola Ventola
- Riccardo Zampagna

## Ehemalige Trainer
- Angelo Alessio
- Heinrich Bachmann
- Francesco Baiano
- Silvio Baldini
- Costanzo Balleri
- Marco Baroni
- Mario Beretta
- Ottavio Bianchi
- Renato Bodini
- Roberto Bordin
- Dino Bovoli
- Luciano Bruni
- Adriano Buffoni
- Idilio Cei
- Antonio Conte
- Serse Cosmi
- Luigi De Canio
- Teobaldo Depetrini
- Salvatore Esposito
- Vittorio Faroppa
- Romano Fogli
- Marco Giampaolo
- Vincenzo Guerini
- Giuseppe Iachini
- Fausto Landini
- Marcello Lippi
- Adriano Lombardi
- Alberto Macchi
- Alberto Malesani
- Andrea Mandorlini
- Ettore Mannucci
- Francesco Mattuteia
- Ferruccio Mazzola
- Mario Mazzoni
- Michele Mignani
- Corrado Orrico
- Giuseppe Papadopulo
- Attilio Perotti
- Aldo Puccinelli
- Oronzo Pugliese
- Antonio Sala
- Giuseppe Sannino
- Marco Savorani
- Imre Schöffer
- Ezio Sella
- Giorgio Sereni
- Luigi Simoni
- Cristian Stellini
- Lauro Toneatto
- József Wereb

## Erfolge
A-Mannschaft:
- Serie B: 1 (2002/03)
- Serie C1: 1 (1999/2000)
- Supercoppa Serie C: 1 (1999/2000)
- Serie D: 1 (2014/2015, als Robur Siena)